# 幽魂 (遊戲)
《幽魂》（英語：Phantasmagoria）是美國遊戲公司雪樂山在1995發行的PC電子冒險遊戲，在1997年有推出適用於遊樂器Sega Saturn的版本并稱改《Phantasm》。
作品的特色是由透過真人演員所演出的互動式電影風格遊戲內容，並包含著有恐怖、血腥暴力、性愛場景的橋段，因此被歸類在非18歲以上成人不適合遊玩的限制級遊戲。
因《幽魂》充滿大量影音聲光效果的資料，而以多達7片遊戲光碟包裝發行，在該年代的遊戲產業界中為罕見的份量。之後在Sega Saturn上發行的版本內容更高達8片光碟。
其遊戲系列的續作《幽魂2》，則在1996年推出。

## 遊戲劇情
女作家愛德琳（Adrienne）、與他從事攝影師的丈夫唐諾德（Donald）購買了一間叫做卡諾維治（Carnovasch）的莊園作為新家。原先愛德琳夫婦相當滿意這間具有古色風格的大宅，卻殊不知這間大屋過去存在著一段黑暗的歷史。
某一日，愛德琳意外開啟屋內一個神秘的盒子、將盒內所封印的邪惡力量給釋放出來，而該邪惡力量則在神不知鬼不覺的情況下附著在唐諾德身上。
之後愛德琳在面對逐漸喪失心智、充滿暴行的丈夫威脅下，為了尋回先前正常的生活，而開始設法找出卡諾維治莊園先前鮮為人知的可怕秘密。

## 遊戲系統
遊戲為一般電子冒險遊戲常採用的點選模式，即在畫面中使用滑鼠游標點選玩家認為可疑的物品、或是需要移向探查的場景，之後依遊戲角色的反應來猜想、解開前往下一遊戲章節的方式。
而為了增加遊戲的刺激程度，在最後一個章節會限制遊戲存檔的功能。

## 遊戲製作
《幽魂》由製作過雪樂山遊戲《謎之屋》及《國王密使》系列的蘿貝塔·威廉斯女士負責主要設計，其製作團隊人數多達200人以上，並聘請了約135名專員為遊戲配樂合唱。
遊戲畫面為透過真人演員在色鍵佈景前演出後，合成在由遊戲美工人員所繪製的背景畫面裡。
而《幽魂》的劇情劇本內容多達約550頁，並使用超過100張的分鏡圖及花了4個月時間拍攝，之後完成的成品包含超過800個遊戲場景。
後續2006年蘿貝塔·威廉斯在網站adventureclassicgaming.com上的訪談時，表示著《幽魂》是她遊戲設計職業生涯中的代表作品。

### 重製版本
1999年雪樂山公司在PC上推出了《Phantasmagoria Stagefright》，其為將《幽魂》與《幽魂2》兩份作品合裝一套的版本。
後續在2010年遊戲採購網站Good Old Games將《幽魂》以電子軟體分發方式販售，讓使用者能透過付費後下載遊玩。

## 反應

### 銷售
因《幽魂》包含大量不宜未成年的內容，當時在澳洲被禁止販售，部份如CompUSA的零售商也未將《幽魂》上架販售。
儘管具備多項爭議情節，《幽魂》仍為1995年銷售最熱門的PC電子遊戲之一。

### 評價
| 汇总媒体     | 得分           |
| ------------ | -------------- |
| GameRankings | 59.17 / 100.00 |

| 媒体         | 得分       |
| ------------ | ---------- |
| GameSpot     | 6.0 / 10.0 |
| 電腦遊戲世界 | [ 12 ]     |

雜誌《電腦遊戲世界》的女性遊戲評論家艾琳·登柏（Arinn Dembo）給予《幽魂》5顆星裡4顆半星的高分，並列為當期的推薦遊戲。
遊戲評論網站GameSpot則認為《幽魂》的內容對於冒險遊戲老手而言挑戰行不高，並有著不佳的劇本及過頭暴力表現等缺陷。

## 外部連結
- 雪樂山的《幽魂》技術支援網頁 （页面存档备份，存于）
- GoodOldGames的電子軟體分發版《幽魂》 （页面存档备份，存于）